# Текеста (племя)

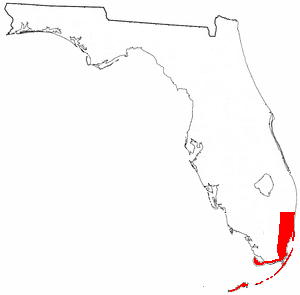
Область расселения племени текеста в конце XVI века

Текеста, Tequesta — исчезнувшее индейское племя, обитавшее на атлантическом побережье на юге современного штата Флорида к моменту прибытия первых европейцев. Их территория охватывала современные округа Брауард (Broward) и Майами-Дейд (Miami Dade), а также включала архипелаг Кейз (Keys). В XVI веке текеста основали поселение на мысу Сейбл — крайней оконечности полуострова Флорида. Их главное поселение, которое тоже называлось Текеста, находилось, по-видимому, в устье реки Майами, на побережье бухты Бискайн. Текеста жили в основном сбором плодов, грибов и кореньев, рыболовством и охотой.
После европейской колонизации численность текеста стремительно сокращается в результате войн, болезней, обращения многих индейцев в рабство и принудительных переселений. К началу XIX века племя насчитывает всего несколько членов и вскоре после этого исчезает.

## Происхождение
Археологические памятники культуры Глейдс, существовавшей на территории обитания племени текеста, свидетельствуют о непрерывном развитии аборигенной керамической традиции начиная примерно с 500 г. н. э. и до контакта с европейцами.
К текеста также относят Круг в Майами (Miami Circle), археологический памятник в Майами.

## Язык
Язык текеста, по-видимому, находился в близком родстве с языком племени калуса на юго-западе Флоридского побережья, а также майяими, обитавших близ озера Окичоби в центральной части Флоридского полуострова. От языков данных племён сохранилось не более десятка слов.